# Ballyronan
Ballyronan är en ort i Storbritannien.   Den ligger i riksdelen Nordirland, i den västra delen av landet, 500 km nordväst om huvudstaden London. Ballyronan ligger 18 meter över havet och antalet invånare är 250. Den ligger vid sjön Lough Neagh.
Terrängen runt Ballyronan är platt. Trakten runt Ballyronan är nära nog obefolkad, med mindre än två invånare per kvadratkilometer. Närmaste större samhälle är Cookstown, 15,5 km sydväst om Ballyronan. 